# Аллен, Роберт
Роберт Аллен (англ. Robert Allen; 7 июня 1969 года, Новый Орлеан, Луизиана, США) — американский боксёр-профессионал, выступавший в полусредней, 1-й средней, средней, 2-й средней, полутяжёлой и 1-й тяжёлой весовых категориях.

## 1993—1998
Дебютировал в феврале 1993 года.

## 28 августа1998Бернард Хопкинс —Роберт Аллен
- Место проведения:  Лас-Вегас Хилтон, Лас-Вегас, Невада, США
- Результат: Несостоявший бой, закончился в 4-м раунде в 12-раундовом бою
- Статус: Чемпионский бой за титул IBF в среднем весе (8-я защита Хопкинса)
- Рефери: Миллс Лейн
- Счет судей: Глен Хамада (30—27 Хопкинс), Билл Грэм (29—28 Хопкинс), Майк Глиенна (28—29 Аллен)
- Время: 2:57
- Вес: Хопкинс 72,1 кг; Аллен 72,6 кг
- Трансляция: Showtime

В августе 1998 Роберт Аллен вышел на ринг против чемпиона мира в среднем весе по версии IBF Бернарда Хопкинса. В конце 4-го раунда боксёры сошлись в клинче. Рефери Миллс Лейн, вклинившись между ними, оттолкнул их друг от друга. Хопкинс, не удержавшись, вылетел за пределы ринга. Он не смог подняться, травмировав правую ногу. Бой был признан несостоявшимся.

## 6 февраля1999Роберт Аллен —Бернард Хопкинс (2-й бой)
- Место проведения:  Конвеншн Центр, Вашингтон, Округ Колумбия, США
- Результат: Победа Хопкинса техническим нокаутом 7-м раунде в 12-раундовом бою
- Статус: Чемпионский бой за титул IBF в среднем весе (9-я защита Хопкинса)
- Рефери: Руди Бэттл
- Счет судей: Пол Артисст (51—59), Эл ДеВито (52—59), Шейла Мартин (52—59) — все в пользу Хопкинса
- Время: 1:18
- Вес: Аллен 72,1 кг; Хопкинс 72,1 кг
- Трансляция: Showtime

В феврале 1999 года состоялся 2-й бой между Робертом Алленом и Бернардом Хопкинсом. В начале 2-го раунда Хопкинс провёл правый хук в бороду противника. Аллен упал на пол, но сразу же поднялся. Хопкинс не смог добить противника. В начале 4-го раунда Хопкинс провёл правый апперкот в пах. Аллен рухнул на пол. Рефери дал ему передышку. В середине 4-го раунда чемпион прижал противника к канатам, и вновь провёл правый апперкот ниже пояса. Аллен вновь рухнул на канвас. Рефери дал ему время на восстановление. В конце 4-го раунда боксёры сошлись в клинче. Рефери дал команду "стоп" и начал их разнимать. В это время Аллен выбросил правый апперкот в челюсть. Хопкинс отпрянул назад. Рефери сделал замечание претенденту. В самом конце 4-го раунда боксёры вновь сошлись в клинче. Рефери начал их разнимать, и в это время прозучал гонг. Хопкинс, увлёкшись, правый апперкот в подбородок. Аллен рухнул на канвас. Рефери сказал ему, чтобы он поднимался. Претендент пролежал на ринг несколько секунд, но потом встал и пошёл в свой угол. В конце 6-го раунда Хопкинс загнал противника в угол и начал бомбить. Аллен не отвечал. Чемпион пробил правый кросс в голову. Претендент упал, но сразу же встал. В середине 7-го раунда Хопкинс провёл несколько двоек в челюсть. Аллен зашатался. Чемпион прижал его к канатам и начал бомбить ударами. Аллен периодически отвечал. Аллен смог отойти от канатов, но Хопкинс его догнал и провёл правый хук в голову, и тот же удар в корпус. Рефери вмешался и прекратил бой, хотя Аллен сразу же попытался провести ответный удар. Претендент с решением рефери не спорил.

## 1999—2003
В июле 2002 года в элиминаторе в среднем весе по версии IBF в 6-м раунде победил Тито Мендосу.

## 6 июня2004Бернард Хопкинс —Роберт Аллен (3-й бой)
- Место проведения:  ЭмДжиЭм Гранд, Лас-Вегас, Невада, США
- Результат: Победа Хопкинса единогласным решением в 12-раундовом бою
- Статус:  Чемпионский бой за титул WBC в среднем весе (5-я защита Хопкинса); чемпионский бой за титул WBA в среднем весе (4-я защита Хопкинса); чемпионский бой за титул IBF в среднем весе (18-я защита Хопкинса)
- Рефери: Джо Кортес
- Счет судей: Кэрол Касстелано (119—107), Джерри Рот (119—107), Патрисия Морс Джерман (117—109) — все в пользу Хопкинса
- Вес: Хопкинс 72,1 кг; Аллен 72,6 кг
- Трансляция: HBO PPV
- Счёт неофициального судьи: Харольд Ледерман (109—98 Хопкинс) — оценки после 11-го раунда.

В июне 2004 года Аллен в 3-й раз вышел на ринг против Бернарда Хопкинса. В начале 5-го раунда Аллен провёл левый хук в пах. За это рефери оштрафовал его на очко. В начале 7-го раунда Хопкинс провёл правый кросс в челюсть. Аллен рухнул на канвас. Он поднялся на счёт 5. После возобновления боя Хопкинс бросился добивать претендента. Аллен ушёл в глухую оборону и смог выдержать затяжную атаку. По итогам 12-ти раундов судьи с большим преимуществом отдали победу чемпиону. Поединок проходил в рамках шоу, организованного телеканалом HBO, главным событием которого был бой Оскар Де Ла Хойя - Феликс Штурм..

## 2006—2007
В мае 2007 года провёл последний бой.